# Dragon Ball Daima
Dragon Ball Daima (ドラゴンボールDAIMA?, Doragon Bōru Daima) è una serie televisiva anime tratta dal manga Dragon Ball scritto e illustrato da Akira Toriyama, che ne ha curato la storia e il character design. La serie è prodotta da Toei Animation con regia di Yoshitaka Yashima e Aya Komaki e sceneggiatura di Yūko Kakihara ed è stata trasmessa su Fuji TV dall'11 ottobre 2024 al 28 febbraio 2025.
Ambientata un anno dopo la sconfitta di Majin Bu in Dragon Ball Z, la serie vede Goku e i suoi compagni avventurarsi nel misterioso Regno Demoniaco dopo essere stati trasformati in bambini per via di una cospirazione.

## Trama
Gomah, con Degesu e Arinsu ― questi ultimi fratelli del Kaioshin del Settimo Universo ― assistono in uno schermo situato nel palazzo del Re nel Primo Mondo Demoniaco alla sconfitta di Darbula, Babidy e Majin Bu e apprendono dell'esistenza delle Sfere del drago terrestri. Gomah, divenuto il nuovo Re del Mondo Demoniaco, decide quindi di partire per la Terra insieme all'assistente divino e a Neva, un Namecciano anziano creatore delle Sfere del Drago di tale mondo ma difficilmente accessibili perché protette da potenti guardiani creati da Neva stesso, i Tamagami. Giunti al Palazzo di Dio, raccolgono con facilità le sette sfere terrestri, rendono innocui Dende e Mr. Popo e invocano il drago Shenron per esaudire il desiderio di far tornare bambini di sei/sette anni (gli adulti) e neonati (i ragazzi come Goten e Trunks) tutti i protagonisti della storia, perché preoccupati che costoro potessero raggiungere il Regno Demoniaco e sconfiggerli.
Nel frattempo Glorio, che si dichiara inviato da Re Kadan in missione segreta sulla Terra per contattare specificamente Goku, invita il Saiyan e Kaioshin in un viaggio di ritorno presso il Terzo Mondo Demoniaco ― il più esteso dei tre esistenti ― con un'apposita navicella, la quale viene loro rubata durante una sosta. Incamminatisi dunque a piedi, nella via per la reggia di Re Kadan incontrano sua figlia, una giovane principessa guerriera di nome Panzy con cui completano la tappa verso il castello dopo aver sconfitto la polizia locale, che da quel momento ricerca Goku. Dopo una tappa in un negozio che, fra le altre cose, vende insetti dalle differenti capacità ― quali la rigenerazione del vigore (quindi simili ai fagioli di Balzar) o la fusione ―, giunti alla reggia Re Kadan chiede a Goku di dimostrare la sua forza; costui lo sbalordisce riuscendo a ottenere una navicella di fortuna per proseguire il viaggio verso la prima delle tre Sfere del Drago del Mondo Demoniaco. Durante una sosta notturna del viaggio, una precedente diffidenza di Kaioshin verso Glorio si rivela fondata: appartatosi, il Majin comunica a distanza con Arinsu dichiarando che la missione sarà completata entro due giorni; Kaioshin, di cui si scopre l'origine Glindiana e che nella fattispecie faceva finta di dormire, sente tutto. La mattina successiva Goku e Glorio si sfidano a duello per decretare chi dei due è più potente: vince il primo, dopo essersi trasformato in Super Saiyan per la prima volta da quando è stato trasformato in bambino. Nel frattempo, sulla Terra Kibith, Vegeta e Piccolo sono pronti a raggiungere i compagni nel Mondo Demoniaco, ma una seconda navicella riparata da Bulma ha problemi tecnici; poco dopo, uno degli aiutanti di Re Kadan, Hybis, giunge proprio al palazzo del Supremo per raccogliere Vegeta, Piccolo e Bulma e portare anch'essi nel Terzo Mondo Demoniaco.
Goku, Kaioshin, Glorio e Panzy riescono a sconfiggere la polizia locale, prendere il possesso di una delle loro più performanti navicelle e raggiungere in poco tempo il Tamagami Numero Tre. La battaglia tra Goku e il custode della sfera del drago viene vinta dal protagonista, che prima batte l'avversario sul piano fisico, e successivamente vince anche al gioco delle cinque campanelle. Immediatamente dopo, Glorio e Arinsu si allineano in gran segreto sull'avanzamento della missione di recuperare tutte le sfere. Nel frattempo, Re Gomah e Degesu stanno continuando la visione dello scontro dei guerrieri sulla Terra contro Majin Bu; in particolare, nell'occasione in cui Vegeta aveva polverizzato il mostro rosa in una delle prime battaglie, si scorge la presenza sul campo di battaglia proprio di Arinsu che raccolse un frammento di Majin Bu prima che questi si ricomponesse del tutto, conservandolo per scopi futuri. Nel presente, tale frammento è parte di una pozione che la maga Marba stava preparando al fine di creare un nuovo Majin, funzionale al piano di conquista di Arinsu, intenzionata a sconfiggere Gomah anche con l'ausilio delle sfere del drago; viene svelato, inoltre, che la stessa maga fu colei che realmente creò Majin Bu al posto di Bibbidy. Con l'aggiunta del seme di Saibaimen, a cui viene quindi data una connotazione demoniaca assente ai tempi di Dragon Ball Z, prende vita Majin Kuu, che obbedisce ad Arinsu e si dirige dal Tamagami del Primo Mondo Demoniaco per tentare di sconfiggerlo e recuperare la sfera, ma senza successo. Nel frattempo, venuti a sapere della novità sul recupero della prima sfera, Hybis e il resto dei viaggiatori deviano la propria rotta per raggiungere direttamente il Secondo Mondo Demoniaco, prossima tappa anche di Goku e gli altri; il gruppo fa tappa nel pianeta Namecc originale, e Kaioshin ne approfitta per raccontare le origini della cosmologia di Dragon Ball: tanto tempo prima il Re Supremo Arbula voleva espandere il Regno Demoniaco, così ordinò al Majin Rymus ― tuttora esistente e considerato di massima importanza ― di creare vari universi, ciascuno popolato da un Majin di rango inferiore, cui assegnò un Glindiano ciascuno affinché questi governassero in veste di Kaioshin; inoltre Arbula, temendo attacchi dall'esterno, limitò l'utilizzo del Maestro Warp, un'entità che permette di attraversare i Regni.
Mentre Marba e Arinsu generano un nuovo Majin ― chiamato Majin Duu ― aumentando la dose dei resti di Majin Bu, il gruppo di protagonisti si riunisce con Neva sul pianeta Namecc originale. Così da un lato il nuovo Majin affronta il Tamagami del Primo Mondo, mentre Vegeta si scontra con il Tamagami del Secondo Mondo, vincendo rispettivamente: il primo, dopo aver battuto il proprio avversario, supera una prova finale di aritmetica grazie alle doti mentali del fratello Majin Kuu, mentre Vegeta ― trasformatosi in Super Saiyan di terzo livello, forma questa raggiunta nell'ultimo periodo grazie a un allenamento mirato ― batte il Tamagami Numero Due superando una prova di logica. Gomah e Degesu osservano esterrefatti il corso degli eventi, preoccupati dal fatto che adesso niente potrà fermare l'arrivo del gruppo di Goku nel Primo Mondo Demoniaco, e pertanto decidono di "disattivare" il Maestro Warp; nel frattempo, Glorio e Arinsu hanno un nuovo, breve, allineamento telefonico segreto. Il passaggio verso il Primo Mondo Demoniaco viene consentito da Neva, che disattiva lo scudo di luce che bloccava il tunnel di collegamento tra i mondi, scudo che anni prima lui stesso aveva lì posizionato al fine di limitare l'elevato transito di specie differenti verso i vari pianeti, fra cui Namecc.
Sempre Gomah e Degesu notano la presenza di un Terzo Occhio sulla cintura di Hybis. Questo oggetto, in passato, è appartenuto ai precedenti Re Supremi dei Demoni, che lo poggiavano sulla loro fronte al fine di ottenere uno potente potere magico; secondo la leggenda, l'ultimo a possederlo fu Arbula, cui venne sottratto con l'inganno dal figlio Darbula e nascosto nel Terzo Mondo Demoniaco. Mentre Degesu si fa aiutare per recuperare tale occhio, il gruppo di eroi lotta contro le forze di polizia venendo aiutati dall'arrivo di Re Kadan e della sua squadra, quindi si dirige nelle stanza del palazzo del Re dove il fratello minore di Kaioshin ha in custodia il piccolo Dende, sconfiggendolo facilmente. Il gruppo si dirige poi dal Tamagami Numero Uno e, quando tutti si accorgono che la sfera dalla prima stella è stata già conquistata, appare Arinsu insieme a Majin Kuu e Majin Duu. Nel frattempo, Gomah inserisce il Terzo Occhio al centro della sua fronte, trasformandosi.
Dopo un breve colloquio tra i fratelli Nahare (Shin) e Arinsu, i due gruppi concordano di inscenare un duello con un esponente per parte: il vincitore otterrà tutte e tre le sfere; il duello tra i prescelti Goku e Majin Duu, però, viene interrotto da Gomah. Le due fazioni, più il Tamagami Numero 1, uniscono dunque le forze per combattere il demone; Goku, in particolare, si trasforma prima in Super Saiyan di terzo livello e quindi, con un booster di energia fornitogli da Neva, raggiunge pure il quarto livello ― già sviluppato comunque in autonomia dopo duri allenamenti a seguito della battaglia contro Majin Bu ―, ma ciononostante viene sconfitto da Gomah. Arinsu e Glorio, nel frattempo, evocano il drago Polunga grazie al fatto che quest'ultimo conosce la lingua namecchiana; tuttavia, tra lo stupore generale, Glorio tradisce Arinsu chiedendo al drago di riportare il gruppo di eroi alla loro forma adulta originale.
Lo scontro con Gomah riprende: è il turno di Vegeta che, trasformatosi nuovamente in Super Saiyan di terzo livello, riesce solo a scalfire il nemico, reso invulnerabile dal potenziamento del Terzo Occhio. Nel frattempo, Arinsu e Majin Kuu scoprono tramite un libro il segreto per rimuovere l'occhio aggiuntivo dalla fronte, ossia colpire tre volte sulla nuca colui che lo sta indossando. Goku e Piccolo decidono, dunque, di adottare un piano che ha una sola possibilità: il Saiyan ― sostituendo l'esausto Vegeta sul campo di battaglia e trasformandosi nuovamente in Super Saiyan di quarto livello ― cercherà di far abbassare la guardia al nemico, mentre il namecciano avrà il compito di colpirlo per tre volte come da istruzioni. Lo scontro finale si dimostra più complesso del previsto, con Goku che lancia una violenta Kamehameha tale di perforare il torace dell'avversario e aprire un varco tra il Primo e il Secondo Mondo Demoniaco; quindi Piccolo interviene riuscendo, però, a colpire la nuca di Gomah per due volte. A questo punto il potere del Terzo Occhio consente la completa rigenerazione di Gomah, ma, nel trambusto sprigionato dal rinvigorito potere, Majin Kuu si trova quasi involontariamente sulla traiettoria del nemico colpendolo, dunque, tre volte alla nuca con il precedente libro utilizzato, così da consentire la caduta dell'occhio dalla fronte di Gomah per finire sui piedi di Glorio che, senza indugio, lo schiaccia, distruggendolo. Un rimpicciolito Gomah e Degesu, sconfitti, vengono rinchiusi in un'ampolla magica, quindi Arinsu declina l'invito a ricoprire il ruolo di nuovo Re del Mondo Demoniaco, perché senza i poteri che avrebbe chiesto al drago Polunga sarebbe presto stata spodestata; viene pertanto stabilito che tale ruolo verrà ricoperto da chi, di volta in volta, sconfiggerà il Re in carica. È dunque Majin Kuu ad accettare il nuovo incarico, formando la sua squadra di Ministri che lo accompagneranno nell'amministrazione del regno.
Sulla via di ritorno verso la Terra, i protagonisti fanno tappa nella locanda che incontrarono già all'inizio dell'avventura, dove scoprono, con grande stupore, che esistono almeno altri due Terzi Occhi. Nelle scene durante i titoli di coda si assiste a una carrellata di immagini con protagonisti i personaggi secondari, increduli di essere tornati alle dimensioni normali.

## Personaggi originali
Glorio (グロリオ?, Gurorio)
Doppiato da: Kōki Uchiyama
Panzy (パンジ?, Panji)
Doppiata da: Fairouz Ai
Gomah (ゴマー?, Gomā)
Doppiato da: Shōtarō Morikubo
Degesu (デゲス?)
Doppiato da: Junya Enoki
Dr. Arinsu (ドクター・アリンス?, Dokutā Arinsu)
Doppiata da: Yōko Hikasa
Majin Kuu
Majin Duu
Neva

## Produzione
Al momento dell'annuncio della serie al New York Comic Con 2023 Akio Iyoku, produttore esecutivo del franchise di Dragon Ball, dichiarò che lo sviluppo dell'idea di base era iniziato già cinque anni prima. Il creatore del manga originale Akira Toriyama contribuì al progetto in misura maggiore rispetto alle ultime opere d'animazione della saga, scrivendo la storia e realizzando il design dei personaggi, oltre che di veicoli, mostri e bande. Toriyama affermò che in principio la sua partecipazione non era affatto prevista, ma dando vari consigli ha finito col venire coinvolto in misura importante. Egli si è inoltre occupato di scegliere il titolo, compito che, stando a Iyoku, è stato portato a termine a meno di un mese dall'annuncio. Riguardo al nome, l'autore disse di aver voluto  dare alla serie un «nome diverso e più forte dei precedenti», spiegando così come il termine Daima (ダイマ?) sia la pronuncia giapponese dei caratteri 大魔 (lett. "gran demone"), traducibile in inglese come evil (male).

## Distribuzione
La serie è stata annunciata da Toei Animation il 12 ottobre 2023 al New York Comic Con. In Giappone è trasmessa su Fuji TV di venerdì dalle 23:40 come primo programma di un nuovo contenitore a tema anime, iniziando l'11 ottobre 2024. Il primo episodio, esteso di dieci minuti in durata, è stato proiettato in anteprima tre volte il 6 ottobre 2024 durante l'evento Dragon Ball Daimatsuri, tenuto presso il Tokyo Big Sight in occasione del quarantesimo anniversario del manga originale. Il ventesimo e ultimo episodio è stato trasmesso il 28 febbraio 2025.
Crunchyroll ha distribuito la serie con sottotitoli in simulcast in America, Europa, Africa, Medio Oriente, Subcontinente indiano, Sud-est asiatico, Australia e Nuova Zelanda. Anche Netflix l'ha pubblicata a livello globale, a partire dal 14 e dal 18 ottobre 2024 rispettivamente per l'Asia e il resto del mondo. Addizionalmente è stata resa disponibile su Animation Digital Network e Mangas in Francia, AnimeBox in Spagna, Hulu negli Stati Uniti e Max e Claro Video in America Latina. In Italia è pubblicata con sottotitoli in simulcast anche su Prime Video, tramite il canale Anime Generation di Yamato Video. La traduzione in italiano dei dialoghi, accreditata ad Annachiara Campo, è la medesima per tutti e tre i distributori italiani ed è fornita direttamente da Toei Animation.

## Colonna sonora
La colonna sonora dell'anime è composta da Kōsuke Yamashita. Le sigle di apertura e chiusura, entrambe composte da Zedd, sono rispettivamente Jaka jān (ジャカ☆ジャ〜ン?), scritta da Yukinojo Mori e cantata da C&K, e Nakama, scritta e cantata da Ai.